# Йоганн Фрідріх (герцог Вюртембергу)
Йоганн Фрідріх (нім. Friedrich I.; 5 травня 1582 — 18 липня 1628) — 7-й герцог Вюртембергу в 1608—1628 роках. засновник Штутгартської гілки Вюртемберзького дому.

## Життєпис
Походив з Вюртемберзького дому, гілки Монбельяр. Старший син Фрідріха I, графа Монбельяра, та Сибіли Ангальтської. Народився 1582 року в Монбельярі. У 1593 році його батько став герцогом Вюртембергу, тому Йоганн Фрідріх з родиною перебирається до Шттугарта, де здобув освіту.
1608 року після смерті батька успадкував герцогство Вюртемберг. Продовжив політику попередника щодо об'єднання лютеран і кальвіністів Німеччини, приєднавшись у травні того ж року до створеної Протестантсько ліги. 1609 року пошлюбив представницю Бранденбурзьких Гогенцоллернів.
У внутрішній політиці намагався дотримуватися мирних стосунків зі станами, повернувши на посади радників герцога Людвіга I, який було звільнено 1593 року. Водночас залишалися деякий час проблемними стосунки з братами, що виаагали поділу батьківських володінь. Зрештою 1617 року було укладено відповідну угоду.
Разом з тим обійняв помірковану позицію, намагаючись не допустити війни між німецькими протестантськими і католицькими державами. При цьому на випадок початку такої війни намагався заручитися підтримкою великих держав, щоб не допустити плюндрування Вюртембергу. Тому вів перемовини з Францією, Англією, Республікою Сполучених провінцій, Австрією.
З початком Тридцятирічної війни 1618 року спочатку підтримував Фрідріха Пфальцького, короля Богемії, оскільки феоди Йоганна Фрідріха — замок Ліхтенберг, монастир Оберстенфельд, міста Байльштайн і Гросботтвар — належали до Богемського королівства. Але вже 1619 року залишив підтримку Пфальца.
1620 року уклав з імператором Фердинандом II Габсбургом договір про нейтралітет. Втім 1622 року після перемоги в битві під Вімпфеном імператорські війська пройшли північно-західними землями Вюртемберга, сплюндрувавши їх. Помер 1628 року. Йому спадкував син Ебергард III.

## Родина
Дружина — Барбара Софія, донька Йоахіма-Фрідріха Гогенцоллерна, курфюрста Бранденбурзького
Діти:
- Генріетта (1610—1623)
- Фрідріх (1612)
- Антонія (1613—1679)
- Ебергард (1614—1674) — 8-й герцог Вюртембергу
- Фрідріх (1615—1682) — герцог Вюртемберг-Нойєнштадт
- Ульріх (1617—1671) — герцог Вюртемберг-Нойєнбюрг
- Анна Йоганна (1619—1679)
- Сибілла (1620—1707) — дружина Леопольда Фрідріха, герцога Вюртемберг-Монбельяр
- Еберталь (1623—1624)